# Stella doppia (romanzo)
Stella doppia (Double Star) è un romanzo di fantascienza di Robert A. Heinlein del 1956.
L'opera ha vinto il premio Hugo per il miglior romanzo nel 1956.

## Storia editoriale
Scritto nel marzo 1955 è stato pubblicato per la prima volta a puntate nei numeri del febbraio, marzo e aprile 1956 della rivista Astounding Science-Fiction e in volume quello stesso anno.
La prima traduzione in italiano di Francesca D'Amelio è stata pubblicata nel 1957 dalla Ponzoni Editore nel volume n. 7 della collana Cosmo e poi di nuovo nel 1962 nel volume n. 3 della collana Cosmo. I Capolavori della fantascienza; la traduzione di Riccardo Valla è stata pubblicata nel 1972 dalla Editrice Nord nel volume n. 5 della collana Cosmo Oro e poi di nuovo nel 2005 dalla Arnoldo Mondadori Editore nel volume n. 31 della collana Urania Collezione.

## Trama
(Robert A. Heinlein, trad. di Riccardo Valla)
In un non precisato futuro Lawrence Smith, in arte "Il grande Lorenzo", squattrinato attore di talento, incontra uno spaziale in un bar. Si intravede la possibilità di un ingaggio ben retribuito, ma in un turbinoso precipitare di eventi si trova coinvolto in una sparatoria, costretto a occultare cadaveri (tra i quali, uno di un marziano) e a scappare su Marte. Allora viene a conoscenza del suo compito: impersonare l'uomo politico più importante del momento, Joseph Bonforte, il quale è stato rapito da una ignota organizzazione, proprio poco prima di un evento di portata storica. Bonforte, infatti, ha deciso di farsi adottare dal Nido di Kkkah, una delle tribù degli indigeni marziani, per dare un segnale forte della sua politica illuminata di apertura alle altre razze non umane, e alla abolizione della schiavitù.
Lorenzo, costretto ad accettare dalle circostanze, riesce in brevissimo tempo, grazie alla notevole somiglianza con Bonforte (per cui era stato scelto) e alle sue doti artistiche, a imitarlo perfettamente. Nessuno si accorge dello scambio quando partecipa alla complicata cerimonia marziana (i marziani hanno un forte senso delle formalità, alla maniera della antica civiltà giapponese). Bonforte viene ritrovato in pessime condizioni fisiche, drogato con sostanze che potrebbero recargli gravi danni psicofisici. La convalescenza di Bonforte si preannuncia lunga e Lorenzo è costretto a sostituirlo ancora. Inoltre, il governo in carica, con una mossa imprevedibile, si dimette e indice nuove elezioni. Si deve formare un governo provvisorio, che, come da tradizione istituzionale, viene affidato al capo dell'opposizione, Bonforte, appunto. Lorenzo, che si immedesima sempre di più nel personaggio, tanto da scriversi da sé i discorsi, accetta anche questo compito e recita magnificamente anche la cerimonia con l'imperatore Guglielmo d'Orange per l'affidamento del mandato e la presentazione della lista dei ministri.
Quando però, dopo la cerimonia, viene chiamato a colloquio privato con l'imperatore, questi si accorge, grazie a un particolare che Lorenzo non poteva sapere, che chi ha di fronte non è Bonforte, ma, messo al corrente di tutta la vicenda, non lo denuncia, anzi lo incita a continuare a fare la sua parte per il bene dell'impero. Nel memorabile colloquio, l'imperatore si dimostra intelligente e illuminato (non vuole vedere il vessillo dell'impero sulle navi schiaviste, dice chiaramente) e si affermano una serie di argomentazioni a favore della monarchia parlamentare.
Intanto le condizioni del vero Bonforte migliorano ma più lentamente del previsto, e Lorenzo deve sostituirlo pure nella campagna elettorale. Un collaboratore si dimette e denuncia pubblicamente lo scambio di persona, ma fortunatamente la vicenda passa sotto silenzio. Il giorno del voto, quando Lorenzo pensa che finalmente la sua recita più lunga e impegnativa della sua vita possa essere finita, accetta di incontrare il vero Bonforte, perché è convinto che il vederlo ora, malato e paralizzato per metà, non possa più nuocere alla sua interpretazione. Insieme a lui e tutti i collaboratori seguono lo scrutinio dei voti. Al momento dell'annuncio della vittoria, Bonforte muore. A Lorenzo viene dunque chiesto di sostituirlo fino alla fine.
Nell'epilogo viene svelato che il romanzo è il racconto dello stesso Lorenzo.
Venticinque anni dopo ancora non si è scoperto chi abbia ucciso il vero Bonforte, ma il suo sostituto ha già formato tre governi e sta progressivamente attuando le riforme.

## Temi
Vari temi si intrecciano in questo romanzo.
Heinlein presenta forse provocatoriamente un impero fondato su una monarchia parlamentare con a capo la casa d'Orange, e ne mostra soprattutto gli aspetti positivi, per quel che riguarda l'imperatore. Gli aspetti negativi come lo schiavismo, la xenofobia, l'arrivismo, la corruzione, sono infatti appannaggio della parte liberale del regime: i partiti, le elezioni, il mercato. La condanna del razzismo e dell'emarginazione razziale è preminente. Ciò traspare, oltre che dalle convinzioni del protagonista positivo, Bonforte, anche dalla "conversione" del narratore, che inizialmente diffidava dei Marziani e non era in grado di sopportare la loro presenza.
Un altro tema è il ruolo dell'artista e in particolare dell'attore, e del suo rapporto con l'oggetto della sua interpretazione: è infatti il grande Lorenzo a venire plasmato da Bonforte e lui stesso si convince profondamente delle sue idee.

## Stile
Al consueto e celebre stile semplice e asciutto di Heinlein, si aggiunge una chiara e intelligente ironia che pervade tutto il romanzo, anche nei momenti più drammatici, che a tratti sfocia in satira (come nell'episodio del colloquio con l'imperatore o nelle cerimonie). Il linguaggio è generalmente colloquiale ma punteggiato di accenti retorici, velati di ironia, negli avvenimenti politici e mediatici.

## Critica
Il noto critico e scrittore di fantascienza James Blish non apprezzava la narrazione in prima persona dei protagonisti di molti romanzi di Heinlein;
tuttavia nel 1957 Blish scrisse che "L'unico narratore in prima persona creato da Heinlein, che sia un essere umano vivo, completamente indipendente è Il Grande Lorenzo di Stella doppia.
Lorenzo è completo sotto ogni aspetto fin dalla sua infanzia, l'influenza di suo padre su ciò che egli pensa è uno dei temi più forti nella storia e la sua crescita sotto pressione è coerente con il suo carattere e non con quello di altri".
Floyd C. Gale, il critico di Galaxy, ha lodato il romanzo, trovandolo "un eccellente esempio della capacità di Heinlein di prendere una delle trame più antiche di tutta la letteratura ... e presentarla come una piacevole esperienza di lettura".
Ammettendo "qualche riserva, persino delusione" Anthony Boucher ha tuttavia concluso che Heinlein aveva "semplicemente creato un romanzo leggero, piacevolmente divertente e in questo compito è riuscito mirabilmente".

### Edizioni
- (EN) Robert A. Heinlein, Double Star, Doubleday, 1956.
- Robert Anson Heinlein, Stella doppia, traduzione di Francesca D'Amelio, collana I Romanzi del Cosmo n° 7, Ponzoni Editore, 1957,  p. 111.
- Robert Anson Heinlein, Stella doppia, traduzione di Riccardo Valla, collana Cosmo Oro n° 5, Editrice Nord, 1972,  p. 260, ISBN 978-88-429-0302-4.
- Robert Anson Heinlein, Stella doppia, traduzione di Riccardo Valla, collana Urania Collezione n° 31, Arnoldo Mondadori Editore, 2005,  p. 247, ISSN 17216427.

### Fonti critiche
- (EN) James Daniel Gifford, The New Heinlein Opus List, in Robert A. Heinlein: A Reader's Companion (PDF), Nitrosyncretic Press, 2000, ISBN 978-0-9679874-1-5. URL consultato il 3 aprile 2016.

- (EN) James Blish, More Issues at Hand, sotto lo pseudonimo di William Atheling Jr., Chicago, Advent Publishers Inc., 1970, ISBN 978-0-911682-10-6.